# Nipponogelasma immunis
Nipponogelasma immunis är en fjärilsart som beskrevs av Louis Beethoven Prout 1930. Nipponogelasma immunis ingår i släktet Nipponogelasma och familjen mätare. Inga underarter finns listade i Catalogue of Life.